# Chapel Island 5
Chapel Island 5 est une réserve micmacque située dans le comté de Richmon en Nouvelle-Écosse dans l'Est du Canada. Elle fait administrativement partie de la Chapel Island First Nation.

## Annexe